# Капельная подзарядка
Капельная подзарядка (англ. trickle charging) — подзарядка аккумулятора малым током для компенсации саморазряда.
Большинство аккумуляторов, в частности никель-металл-гидридные и никель-кадмиевые имеют заметный саморазряд. Это значит, что они постепенно теряют свой заряд, даже если они не подключены к нагрузке. Капельная подзарядка позволяет сохранять аккумуляторы в максимально заряженном состоянии, поскольку малый ток заряда, подаваемый на аккумулятор, позволяет скомпенсировать ток саморазряда.
Управление подзарядкой обычно выполняет контроллер заряда аккумуляторов. Необходимость активного контроля капельного заряда зависит от типа аккумулятора и его стойкости к перезаряду. Так, зарядное устройство для свинцово-кислотных аккумуляторов в автоматическом режиме самостоятельно переходит в режим подзарядки по достижении полного заряда. Это называется буферный режим.